# Condom (Gers)
Condom é uma comuna francesa na região administrativa da Occitânia, no departamento de Gers. Estende-se por uma área de 97.37 km², e possui 6.508 habitantes, segundo o censo de 2018, com uma densidade de 67 hab/km².